# Гаврюшин, Иван Фролович
Иван Фролович Гаврю́шин (21 декабря 1925 — 1981) — советский железнодорожник Южно-Уральской железной дороги. Герой Социалистического Труда (1981).

## Биография
Родился 21 декабря 1925 года в селе Аксаур Карсунского уезда Симбирской губернии в многодетной крестьянской семье.
В 1928 году семья И. Ф. Гаврюшин переехала на Южный Урал, жили в посёлке Рудничный. Там он окончил неполную среднюю школу.
С 1940 по 1943 годы  И. Ф. Гаврюшин работал путевым рабочим на станции Бердяуш Южно-Уральской железной дороги.
С 1943 года призван в ряды Красной Армии, и с 1944 года после окончания 2-го Астраханского пехотного училища — находился в действующей армии Великой Отечественной войны. С 1944 года воевал в составе воздушно-десантной бригады на Карельском фронте, был ранен. После лечения с 1945 года — вновь на фронте, разведчик пешей разведки 296-го гвардейского стрелкового полка 98-й гвардейской стрелковой дивизии 9-й гвардейской армии на 2-м Украинском и 3-м Украинском фронтах. И. Ф. Гаврюшин особенно отличился в наступательном бою в начале Венской наступательной операции при прорыве немецкой обороны в западной Венгрии, первым ворвавшись на вражеский рубеж и лично уничтожив трёх немецких солдат. За этот подвиг его представили к награждению Орденом Славы, но награда была заменена на  Медаль «За отвагу». Был дважды ранен. За время службы совершил 97 парашютных прыжков (в том числе 42 боевых в немецкий тыл в составе разведгрупп) с самолетов различных классов и аэростатов.
С 1945 года после окончания войны служил в Советской Армии на Дальнем Востоке. В 1950 году гвардии сержант И. Ф. Гаврюшин был демобилизован и вернулся на Урал.
С 1950 года работал — монтёром пути, бригадиром, мастером контактной сети на станции Сулея Южно-Уральской железной дороги, в Саткинском районе Челябинской области. С 1957 года — начальник дистанции контактной сети этой станции Сулея. Без отрыва от производства: в 1962 году окончил школу рабочей молодёжи в посёлке Бердяуш, в 1968 году — Челябинский железнодорожный техникум.
4 августа 1966 года Указом Президиума Верховного Совета СССР «за выдающиеся успехи, достигнутые в выполнении заданий семилетнего плана перевозок, развитии и технической реконструкции железных дорог» Иван Фролович Гаврюшин была удостоена звания Героя Социалистического Труда с вручением Ордена Ленина и золотой медали «Серп и Молот».
Иван Фролович Гаврюшин был единственным железнодорожником-специалистом контактной сети — удостоенным звания Герой Социалистического Труда.
С 1973 года жил в городе Челябинске и с того же года работал начальником дорожной электротехнической лаборатории контактной сети службы электрификации Южно-Уральской железной дороги.  С 1969 по 1973 годы был депутатом Саткинского городского Совета депутатов трудящихся Челябинской области.
Скончался 3 декабря 1981 года в Челябинске. Похоронен на Успенском кладбище Челябинска.

## Награды
- Медаль «Серп и Молот» (4.8.1966)
- Орден Ленина (4.08.1966)
- две Медали «За отвагу»
- Медаль «За победу над Германией в Великой Отечественной войне 1941—1945 гг.»
- Почётный железнодорожник (14.9.1965)

### Память
- В 2002 году именем И. Ф. Гаврюшина названа улица посёлка Сулея Челябинской области, район контактной сети на станции Сулея. Учреждены премия имени Ивана Гаврюшина, которая ежегодно вручается лучшему электромонтёру контактной сети Челябинского отделения Южно-Уральской железной дороги и стипендия имени Ивана Гаврюшина для лучшего студента энергетического отделения Челябинского железнодорожного техникума. Мемориальные доски установлена на доме в Челябинске, в котором он жил (2003), на здании дежурного пункта контактной сети на станции Сулея, где он работал (2002), на доме в посёлке Сулея, где он жил (2002).